# James L. Elliot
James Ludlow Elliot (17 de juny de 1943 – 3 de març de 2011) va ser un astrònom i científic estatunidenc que va formar part de l'equip que va descobrir els anells al voltant del planeta Urà. Elliot va formar part també d'un equip que va observar l'alerta global a Tritó, la lluna més gran de Neptú.
Elliot va néixer en el 1943 a Columbus, Ohio i va rebre el seu grau de S.B. de la Massachusetts Institute of Technology (MIT) en el 1965 i el seu grau de Ph.D. de la Universitat Harvard en el 1972. Elliot va ser Professor de Física i Professor de Ciències de la Terra, Atmosfèriques, i Planetàries al MIT, i Director del George R. Wallace, Jr. Astrophysical Observatory fins a la seva mort el 3 de març de 2011.
Hi ha cert debat sobre si Elliot, et al. va descobrir els anells d'Urà, o si William Herschel va fer una observació en el 1797. No obstant això, el consens científic sembla donar suport a Elliot com el descobridor.